# Eupithecia inquinata
Eupithecia inquinata là một loài bướm đêm trong họ Geometridae.